# Prærieroe (Psoralea esculenta)
Prærieroe (frit fra engelsk: prairie turnip) er en vild, flerårig plante i ærteblomstfamilien spredt på tørre, sandede steder over store dele af prærien i Nordamerika,:331  især syd for Canada.:330  Roden fortykkes et stykke under overfladen og bliver enten rund som et æble eller en roe, eller den får en aflang form.:331  Roden er spiselig og den fortykkede del indgik i flere prærieindianeres kost gennem lange tider.:333 
Prærieroe kendes endvidere som hvidt æble (fransk: pomme blanche), jordæble, vild roe, indiansk brødrod (engelsk: Indian breadroot), præriekartoffel, indianerroe, indianerkartoffel samt cree roe og dakota roe.:330  Planten har tilsyneladende intet officielt dansk navn; den er ikke med i Plantedirektoratets ”Anbefalede plantenavne”.

## Om prærieroen
Planten er 20-25 centimeter høj, trebladet og har blålige blomster.:19  Den fortykkede rod har fuld størrelse omkring tidlig sommer, og kort derefter afblomstrer planten og visner helt bort, så voksestedet er vanskeligt at finde.:331-332  Den eftertragtede del af den spiselige rod er ofte beskrevet i størrelse og form som et gåseæg,:148  og den ligger forholdsvis tæt på overfladen.:331 
Prærieroen blev først rigtig kendt udenfor prærien efter at være blevet indsamlet under Lewis og Clark-ekspeditionen. Frederick Pursh beskrev planten mere grundigt i 1814 i Flora Americae.:330 
Roden indeholder vitamin C, kulhydrater og protein, også i tørret tilstand.:334 

## Prærieroen og 1800-tallets prærieindianere
Prærieroen var et populær supplement til flere prærieindianeres overvejende animalske kost.:333  Roden lader til at have været særlig værdsat af præriens nordlige stammer.:83  Plains crees og assiniboiner gravede anseelige mængder rødder op i den korte tid, det var let at finde den blomstrende plante,:332  og det samme gjorde bl.a. yankton – :22  og yanktonai siouxerne.:6  Arapahoerne og cheyennerne tog rødder nok til, at de kunne bytte en del af deres tørrede prærieroe-pulver til majs hos arikaraerne.:333  Ikke blot kødspiserne i de nomadiske præriestammer indpassede prærieroe-sæsonen i deres årsrytme; også de majsdyrkende kvinder i f.eks. mandan stammen forlod deres byer i starten af juli for at sikre sig rødder ude på prærien.:120  Under omahaernes lange sommerjagt på prærien efter bisoner sørgede lederne for at lægge lejrens rute omkring kendte steder med mange prærieroer.:277 
Mindre vigtige planter i Psoralea familien brugt af indianerne er bl.a. den tyndrodede Psoralea argophylla, Psoralea hypogaea (engelsk: small Indian breadroot) samt Psoralea tenuiflora (anvendt af kiowaerne).:330 

### Opgravningen af prærienroen og dens opbevaring
Kvinder og børn gravede ret hurtigt prærieroerne op med gravestokke i de tre til fire uger, hvor rødderne var veludviklede og planterne til at finde. De placerede først spidsen af gravestokken lidt over 10 centimeter fra planten. Ved hjælp af deres kropsvægt vrikkede de stokken frem og tilbage omkring roden og helt ned under den, så de til sidst nærmest kastede roden op med et vip af stokken.:125 
Efter at være blevet skåret i skiver og tørret i enten solen eller i røgen fra et bål var det let at støde skiverne til mel eller pulver. Dette blev pakket i tætte skindbeholdere, hvor det kunne holde sig i årevis.:332 

### Brugen af prærieroen
Prærieroen blev spist rå eller kogt efter først at være blevet skrællet. Tørret rodpulver blev anvendt af 1800-tals indianerne i bl.a. supper.:332  Kvinderne i plains cree stammen skabte en slags budding ud af pulveret efter at have blandet det med bær.:332 
Flere hvide fandt roden nærmest uden smag,:333  men måske lidt sødlig i tørret tilstand.:332  Botanikeren John Bradbury syntes, roden smagte godt, selv rå. Kogt fandt han den bedre end pastinakker.:149  Indianerne nød den som en delikatesse.:333 
Et stort lager tørrede prærieroer lader til ind imellem at have reddet indianerne i en vinterlejr fra at sulte.:332  Rodens indhold af vitamin C og andre næringsstoffer bidrog sandsynligvis til den almindelige sundhed vinteren over blandt indianerne.:334 

### Prærieroen i indianske myter
Prærieroen indgår bl.a. i den udbredte myte om en kvinde, der forfølger et træpindsvin op ad en høj stamme og ufrivilligt ender i himlen som solens hustru. Hun aner en flugtvej tilbage til jorden gennem et hul i himlen, hvor hun har trukket en prærieroe op.:3-4 